# Tamanho Família
Tamanho Família foi uma série humorística exibida pela extinta Rede Manchete em 1985. Estreou no dia 1 de julho de 1985 e terminou em 10 de janeiro de 1986. O sitcom foi criado por Mauro Rasi, sendo escrito por Miguel Falabella, Geraldo Carneiro e Leopoldo Serran e direção de Ary Coslov. O programa contou com 94 episódios e foi reprisado em 1993.
O programa era inspirado nas séries A Família Trapo (1967 - 1971), exibida pela Rede Record, e A Grande Família (1972 - 1975), exibida pela Rede Globo.
Foi o primeiro trabalho de Miguel Falabella como autor de séries humorísticas. Depois ele voltaria ao formato com alguns episódios de Sai de Baixo (1996 - 2002) e Toma Lá, Dá Cá (a partir de 2007).

## Sinopse
A história envolvia uma família especial e cheia de hábitos que se identificavam com o dia-a-dia dos telespectadores. O cotidiano de uma família de classe média era abordado no programa, trazendo os problemas mais recentes da nossa sociedade e para cada problema uma solução engraçada para driblar a crise brasileira com bom humor e jogo de cintura.

## Elenco
- Ivan Cândido ... Onestaldo
- Suely Franco ... Zuzu
- Diogo Vilela ... Janjão
- Elizabeth Henreid ... Dona Eulália
- Zezé Polessa ... Duda
- Stella Freitas ... Irinéia
- Caio Junqueira ... Apinajé
- Ariel Coelho ... Bóris Grushinkovski
- Nildo Parente ... Dziga Vertov